# Колчево
Колчево (пол. Kołczewo) — село в Польщі, у гміні Волін Каменського повіту Західнопоморського воєводства.
Населення — 721 особа (2011).

## Демографія
Демографічна структура станом на 31 березня 2011 року:
|          | Загалом | Допрацездатний вік | Працездатний вік | Постпрацездатний вік |
| -------- | ------- | ------------------ | ---------------- | -------------------- |
| Чоловіки | 370     | 79                 | 273              | 18                   |
| Жінки    | 351     | 77                 | 215              | 59                   |
| Разом    | 721     | 156                | 488              | 77                   |